# Polyommatus duesseldorfensis
Polyommatus duesseldorfensis är en fjärilsart som beskrevs av Embrik Strand 1925. Polyommatus duesseldorfensis ingår i släktet Polyommatus och familjen juvelvingar. Inga underarter finns listade i Catalogue of Life.